# Diocèse de Greensburg
Le diocèse de Greensburg (Dioecesis Greensburgensis) est un diocèse de l'Église catholique situé aux États-Unis dans l'État de Pennsylvanie. Il est suffragant de l'archidiocèse de Philadelphie. Son siège est à la cathédrale du Saint-Sacrement de Greensburg. Il a été érigé en 1951 par Pie XII. Le siège épiscopal est vacant depuis juillet 2020. 

## Historique
Le diocèse a été érigé le 10 mars 1951 par la bulle pontificale Ex supremi apostolatus de Pie XII, recevant son territoire du diocèse de Pittsburgh, à l'ouest de la Pennsylvanie.
En 2010, le diocèse comprenait, après suppression d'un certain nombre de paroisses, quatre-vingt-cinq paroisses pour 118 prêtres séculiers.

## Évêques
- 28 mai 1951-8 décembre 1959 : Hugh Lamb (Hugh Louis Lamb)
- 23 février 1960-20 janvier 1987 : William Connare (William Graham Connare)
- 2 avril 1987-2 janvier 2004 : Anthony Bosco (Anthony Gérard Bosco)
- 2 janvier 2004-24 avril 2015[1] : Lawrence Brandt (Lawrence Eugène Brandt)
- 24 avril 2015[1]-16 juillet 2020 : Edward Malesic (Edward Charles Malesic), transféré à Cleveland
- 18 décembre 2020 - : Larry J. Kulick (en) (Larry James Kulick)

## Éducation
- Université de Seton Hill

## Source
- Cet article est partiellement ou en totalité issu de l'article intitulé « Liste des évêques de Greensburg » (voir la liste des auteurs).

### Articles liés
- Liste des juridictions catholiques aux États-Unis
- Église catholique aux États-Unis